# بردية بريسي

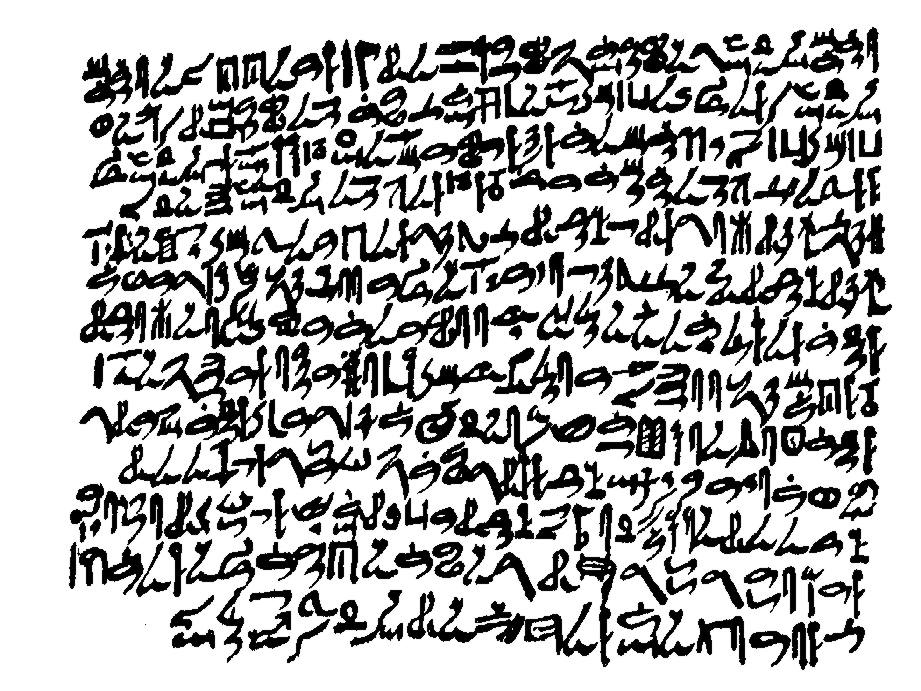
بردية بريسي

 بردية بريسي  إحدى نماذج الأدب المصري القديم التي ترجع لعصر الأسرة الثانية عشر، والتي عثر عليها المستشرق الفرنسي «أشيل كونستانت تيودور إميل بريسي دي أفينيه» في طيبة عام 1856، والمحفوظة الآن في مكتبة فرنسا الوطنية في باريس. تحتوي البردية على جزء من تعاليم كاي جمني، كما تحتوي البردية على النسخة الكاملة الوحيدة الباقية من أمثال بتاح حتب.

## وصلات خارجية
- أمثال بتاح حتب (بالإنجليزية)

## اقرأ أيضا
- تعاليم بتاح حتب
- تعاليم كاي جمني